# Nanocompuesto
Un nanomaterial compuesto o nanocompuesto (en inglés, nanocomposite) es un material compuesto o multifásico donde una de las fases tiene una, dos o tres dimensiones de menos de 100 nm. En el más amplio sentido de esta definición, se pueden incluir medios porosos, coloides, geles y copolímeros; pero es más común la combinación de un sólido a granel que actúa como matriz y una fase (o más) nano-dimensional (un nanocompuesto) dispersada en la matriz. Las propiedades mecánicas, eléctricas, térmicas, ópticas, electroquímicas, catalíticas... del nanomaterial compuesto se diferencian notablemente de la de los materiales componentes por separado.
Los nanomateriales compuestos difieren de los materiales compuestos convencionales debido a la excepcionalmente alta relación entre la superficie y el volumen de la fase dispersada en la matriz. El área de la interfase entre la fase de la matriz y el refuerzo es típicamente un orden de magnitud mayor que para los materiales compuestos convencionales. Esto hace que una cantidad relativamente pequeña de  refuerzo a escala nanométrica  pueda tener  un efecto observable a escala  macroscópica en  las propiedades  del compuesto.
Se suelen clasificar los nanomateriales compuestos en función del tipo de matriz que se emplea: nanocomposites de matriz cerámica, nanocomposites de matriz metálica y nanocomposites de matriz polimérica.